# Свято-Успенська церква (Стара Талалаївка)
Свято-Успенська церква (місцева назва: Успенська церква) — чинна дерев'яна церква УПЦ МП, пам'ятка архітектури місцевого значення, у селі Стара Талалаївка Талалаївського району, Чернігівської області. Була побудована у 19 столітті. Охоронний номер споруди — 92 Чг.

## Історія виникнення
Щодо історії виникнення і побудови Успенської церкви у с. Стара Талалаївка існують суперечливі твердження. В архівних документах міста Прилуки був знайдений запис, згідно якого будівництво церкви датується 1775 роком, її побудова була здійснена завдяки зусиллям братів Мазаракі. У інших джерелах міститься інформація щодо будівництва церковної будівлі у кінці 19 — на початку 20 століття майстром Бузовським. Зустрічаються твердження, що церква була не збудована, а перебудована майстром Бузовським, а заснована вона була у 18 столітті.
У розпорядженні церкви було 7 десятин землі для забудови та погосту та 12 десятин для утримання церкви і ріллі. У 1895 році капітал приходу становив 950 карбованців. Священиком у той період був Костянтин Трипольський, псаломщиком Дмитро Білоус, а дияконом — Козьма Зимбалевський. У 1910 році при Успенській церкві працювала жіноча однокласна школа, була школа грамоти, бібліотека. В приході було більше двох тисяч селян, 634 козака, 13 міщан та 11 дворян. Козьма Зимбалевський був дияконом. Псаломщиками були Іван Мартиновський та Тимофій Самойленко. Михайло Дрозд — церковний староста
Успенська церква ніколи не припиняла своїх богослужінь. У 1940-х роках у її приміщенні зберігали зерно. За радянських часів, церква у Старій Талалаївці була єдиним храмом, котрий не припинив свою роботу у радіусі п'ятдесяти кілометрів. Відсутні свідчення про проведення масштабних реставраційних робіт у будівлі. Проводилось лише фарбування куполів та даху. Відомо, що таке поверхове обновлення мало місце у 2008 році. Настоятелем церкви вже протягом 20 років є протоієрей о. Феодосій. Збереженні дані щодо його попередників. З 1711 по 1729 рік протоієреєм був о. Андрій. Він походив із роду шляхтичів з Польщі. У 1729 році його наступником став о. Олександр, потім о. Петро, о. Василь, о. Кирилл і о. Костянтин. З 1945 року і протягом наступних чотирнадцяти років, протоієреєм був о. Георгій. Його наступниками стали о. Віктор, о. Іоан, о. Трифон. Успенська церква у Чернігівській області належить до УПЦ МП.

## Архітектура та інтер'єр
Церква розташовується на невеликому пагорбі, неподалік знаходиться ставок. Навколо восьмикупольної церкви розміщується металева огорожа. Брама також виготовлена з металу. На одному із церковних поверхів міститься дзвіниця. Церковний вівтар орієнтований на схід. До наших часів збереженні настінні малюванні та іконостас. Загальний стан Успенської церкви не ідеальний, багато елементів потребують реставрації.
Древня дерев'яна будівля має притвор із заходу, вхід, до якого ведуть сходи, проходить під аркадою. Художнє оздоблення фасадів та інтер'єру церкви наповнене художнім різьбленням по металу та дереву. Пам'ятка містить восьмигранні башти. Над головним входом та баштами розташовуються три, невеликі за своїми розмірами, намети. В церкві збереглись ікони 18-19 століття та олійні розписи, які були зроблені на початку 20 століття. Один із дзвонів був виготовлений на заводі Усачових, який розташовується на Валдаї. Церкву відносять до переліку визначних пам'яток дерев'яного будівництва культових об'єктів.